# البديل الديمقراطي الوطني (صربيا)
البديل الديمقراطي الوطني هو تحالف سياسي وطني محافظ في صربيا، يقوده الحزب الديمقراطي الجديد لصربيا وحركة استعادة مملكة صربيا.

## التاريخ
تم تشكيله في البداية كبرنامج سياسي مشترك بين الحزبين في يناير 2021، على الرغم من أنه تم توسيعه في مايو إلى ائتلاف سياسي. وهو يتألف الآن من أكثر من 20 جمعية وطنية. أعرب ماتيا بيكوفيتش وليوبينكو سوركوفيتش عن دعمهما للتحالف. كان مرشحها الرئاسي لانتخابات عام 2022 ميلوش يوفانوفيتش، بينما كان حامل الاقتراع للانتخابات البرلمانية الجنرال المتقاعد بوزيدار ديليتش.
في 28 يناير 2022 انضم حزب سياسي ثانوي من كراغويفاتش إلى التحالف من أجل شوماديجا.

## المواقف السياسية
هي تعارض إضفاء الشرعية على الزيجات المدنية من نفس الجنس، وتؤيد اقتراحًا لاعتماد إعلان دعم جمهورية صربسكا، وتؤيد استعادة النظام الملكي. في سبتمبر 2021 قدموا برنامجهم للانتخابات المقبلة. وأعربوا عن معارضتهم للاستفتاء الدستوري لعام 2022.